# Benoît Feroumont
Benoît Feroumont (Aye, 28 augustus 1969) is een Belgisch stripauteur en animator van tekenfilms. 

## Carrière
Feroumont volgde de richting animatiefilm in de École de la Cambre in Brussel en behaalde verschillende internationale prijzen met zijn korte animatiefilms. In 1997 debuteerde hij als stripauteur in het Franstalige stripblad Spirou. Drie jaar later publiceerde hij in dat blad de strip Wondertown op scenario van Fabien Vehlmann. Deze strip verscheen ook in albums in het Frans. In 2007 maakte hij de korte animatiefilm Dji vou veu volti (Waals dialect voor Je vous aime) over een ongelukkige troubadour die een meisje wil verleiden. Hoofdredacteur van Spirou Frédéric Niffle vroeg aan Feroumont om op basis van dit gefantaseerd middeleeuws universum een nieuwe stripreeks te creëren. Dit werd Le Royaume bij uitgeverij Dupuis, later vertaald naar Het Koninkrijk.